# プライベート タイムズ
『プライベート タイムズ』 (Private Times) は、藤末さくらによる日本の漫画作品。
『Cookie』（集英社）にて2010年4月号から2011年10月号まで連載されていた。単行本は全3巻。

## あらすじ
元人気子役の青葉は、芸能活動をやめ、普通の高校生になり、彼氏もできた。普通の女の子として日常を楽しもうとするが、昔の自分を知る人たちから遠巻きに指さされたりする日々が続く。彼氏がいて、友達がいて、平凡な学校生活を楽しむ毎日は幸せだが、どことなく物足りなさを感じていた。青葉はある日、「Private Times」という謎の集団と知り合い、入会の条件を満たした青葉も入ることになり、日常が変化していく。

※ 「Private Times」は、青藍（せいらん）大学の学生3人が立ち上げたサークル。「願いを叶える」が活動のテーマ。サークル内の恋愛禁止、心に傷を持ち挫折を知っている人など、いくつかの条件を満たした人のみが入ることができる。

## 登場人物
川島 青葉（かわしま あおば）
高校2年生。元・人気子役。幼い頃から母親が芸能活動に熱心だったが、自分の意思での活動なのか母親を喜ばせるための活動なのか分からなくなり、中学2年生の時にやめた。普通の女の子となった今に息苦しさは感じなくなったものの、どことなく物足りなさを感じていた。偶然知り合った大学サークル「Private Times」に入会する。
沢田 道成（さわだ みちなり）
青葉のクラスメイトで彼氏。サッカー部所属。1年生の時から青葉のことが好きで、2年続けて同じクラスになったのを機に、付き合っていた彼女と別れて青葉に告白した。
唯（ゆい）
沢田の元彼女。音楽科。青葉のことをあまりよく思っていなかったが、腹を割って話し合い、仲良くなる。
日向 準規（ひなた じゅんき）
青藍大学経済学部3年生。「Private Times」の主催者。幼なじみだった彼女を目の前で事故で亡くした過去を持つ。
幸枝 瑛太（ゆきえ えいた）
青藍大学経済学部3年生。「Private Times」の一員。元モデル。読者モデル時代は活躍したが、プロのモデルに転向した後にやめてしまう。
樹奈（じゅな）
青藍大学文学部2年生。「Private Times」の一員。基本的に恋愛体質。人形劇サークルと掛け持ちをしている。
月見里 広（やまなし ひろ）
青藍大学文学部3年生。「Private Times」の一員。作中ではヒロ。高校生の時に、家出した青葉と会ったことがある。
アカリ
青藍大学法学部1年生。「Private Times」の一員。男嫌い。
美々（みみ）
青藍大学の学生。ミミという芸名で活躍するタレントで、かつて青葉と共演したこともある。幸枝と付き合っている。

## 番外編
さみしがりやらら
『Cookie』2010年1月号掲載
ららという女性が街で、家出した中学生時代の青葉と出会い、家に泊めた時の物語。本作の前日譚にあたる。

## 書誌情報
藤末さくら 『プライベート タイムズ』 集英社〈りぼんマスコットコミックス・Cookie〉 全3巻
1. 2011年03月15日発売、ISBN 978-4-08-867111-6
2. 2011年03月15日発売、ISBN 978-4-08-867112-3、「さみしがりやらら」収録
3. 2011年12月15日発売、ISBN 978-4-08-867166-6